# Niệt dó
Niệt dó, còn gọi là dó miết, dó cánh, cam toại nam, liễu ca vương, là một loài thực vật có hoa trong chi Wikstroemia